# Какуа
Какуа (Báda, Cacua, Cakua, Kakua, Kákwa, Macu de Cubeo, Macu de Desano, Macu de Guanano, Macú-Paraná, Wacara) — это макуанский язык, на котором говорит индейский этнос какуа, живущий в г. Вакара, в 30 км восточнее города Миту, департамента Ваупес в Колумбии. Имеет ваупесский и маку-парана диалекты. Связан с языками хупда и нукак. С последним наблюдается до 90 % лексических совпадений.
Алфавит какуа:  A a, B b, C c, Ch ch, D d, E e, G g, H h, I i, J j, Jw jw, L l, M m, N n, Ñ ñ, O o, P p, Q q, T t, Ʉ ʉ, W w, Y y.